# KZ-Außenkommando Warberg
Das KZ-Außenkommando Warberg war eines der KZ-Außenlager des KZ Neuengamme. Es wurde im 5. Juni 1944 in dem Ort Warberg im Landkreis Helmstedt in Niedersachsen zum Bau eines Ausweichlagers für das KZ-Truppenwirtschaftslager Braunschweig eingerichtet.
In Warberg befanden sich acht KZ-Häftlinge, die ein Gebäude einer früheren Brauerei umbauen mussten und vor Ort in einem vergitterten Raum untergebracht wurden. Der Kommandoführer war SS-Rottenführer Schnitzler und des Weiteren eingeteilt waren für das KZ Warberg neben SS-Rottenführer Leibl drei Schutzpolizisten zur Bewachung. Nach Beendigung der Arbeiten im Januar 1945, die der Bauführer Laun beaufsichtigte, wurden die Häftlinge vermutlich am 8. Januar 1945 ins KZ-Außenlager Verden gebracht. Weitere Details sind nicht bekannt und vor Ort erinnert nichts an dieses KZ-Außenlager.